# Heilandskerk (Berlijn)
De protestantse Heilandskerk (Duits: Heilandskirche) is gelegen in het Berlijnse stadsdeel Moabit. Met haar 87 meter hoge toren is de kerk een beeldbepalend gebouw in de omgeving.

## Geschiedenis
Toen de eerste kerk in Moabit, de Sint-Johanneskerk, in de tweede helft van de 19e eeuw door de snel groeiende bevolking te klein werd, werd in de jaren 1892 – 1894 de Heilandskerk als filiaalkerk gebouwd. Daarvoor werd een deel van de Kleiner Tiergarten opgeofferd en als bouwgrond voor de nieuwe kerk ter beschikking gesteld.
De architect Friedrich Schulze tekende voor het ontwerp van de neogotisch hallenkerk. De slanke toren kreeg een ranke spits, met aan de basis van de spits op elke hoek een klein torentje. Op 20 juni 1894 werd de kerk, die plaats bood aan 1.300 gelovigen, ingewijd. De kerkgemeente werd echter pas zelfstandig in 1896. In de jaren 1905 – 1906 werd een gemeenschapshuis en een pastorie gebouwd.
In de Tweede Wereldoorlog leed de kerk zware beschadigingen. Door een voltreffer werd als eerste de apsis verwoest. Bij een luchtaanval in november 1943 brandde later ook het dak en de torenspits af. Vervolgens bleef de kerk als ruïne staan, waardoor ook het waardevolle Schuke-orgel door weersinvloeden werd vernietigd.
Vanaf de jaren 50 volgde de wederopbouw in vereenvoudigde vorm. Het dak werd reeds in 1951 hersteld, daarbij werd de dakruiter niet meer teruggeplaatst. Tegelijkertijd werd het kerkschip verkleind. De vier hoektorens rond het kerkgebouw werden met aanmerkelijke kleinere spitsen bekroond. Ook het verwoeste koor werd in een eenvoudiger vorm hersteld. Daarentegen werd de 87 meter hoge toren in volle glorie herbouwd.
Het interieur onderging eveneens grote wijzigingen. De neogotische decoraties verdwenen geheel en omdat het aantal gemeenteleden van de kerk was afgenomen, werden de galerijen afgebroken waardoor het aantal zitplaatsen met de helft afnam. De kerk werd in 1960 opnieuw ingewijd. Ondanks alle wijzigingen maakt de kerk juist door de eenvoud indruk.
In 2004 werd de kerk voor het laatst verbouwd en gerenoveerd. De elektrische installatie van de kerk werd vernieuwd, er werd vloerverwarming aangelegd en om ook de multifunctionaliteit van het gebouw te bevorderen werden er in plaats van kerkbanken stoelen geplaatst.